# Walid Naouar
Walid Naouar (arabe : وليد نوار), né le 13 février 1992, est un nageur tunisien.

## Carrière
Walid Naouar est médaillé d'argent du relais 4 x 200 mètres nage libre aux championnats d'Afrique 2010 à Casablanca.